# Hydraecia burkhana
Hydraecia burkhana är en fjärilsart som beskrevs av Alphéraky 1892. Hydraecia burkhana ingår i släktet Hydraecia och familjen nattflyn. Inga underarter finns listade i Catalogue of Life.